# Etiòpic meridional
L'etiòpic meridional és una de les dues branques en què es classifiquen les llengües etiòpiques i presenta, al seu torn, una subdivisió interna en dos grups lingüístics fonamentals: l'etiòpic meridional transversal (amb llengües com ara l'amhàric i el harari) i l'etiòpic meridional exterior (que inclou, entre d'altres, el soddo o kistane i les llengües gurage occidentals).